# Rue Chamfort
La rue Chamfort est une voie du 16e arrondissement de Paris, en France.

## Situation et accès
Longue de 27 mètres, elle commence au 18, rue de la Source et finit au 105, avenue Mozart.
Le quartier est desservi par la ligne 9 à la station Jasmin.

## Origine du nom

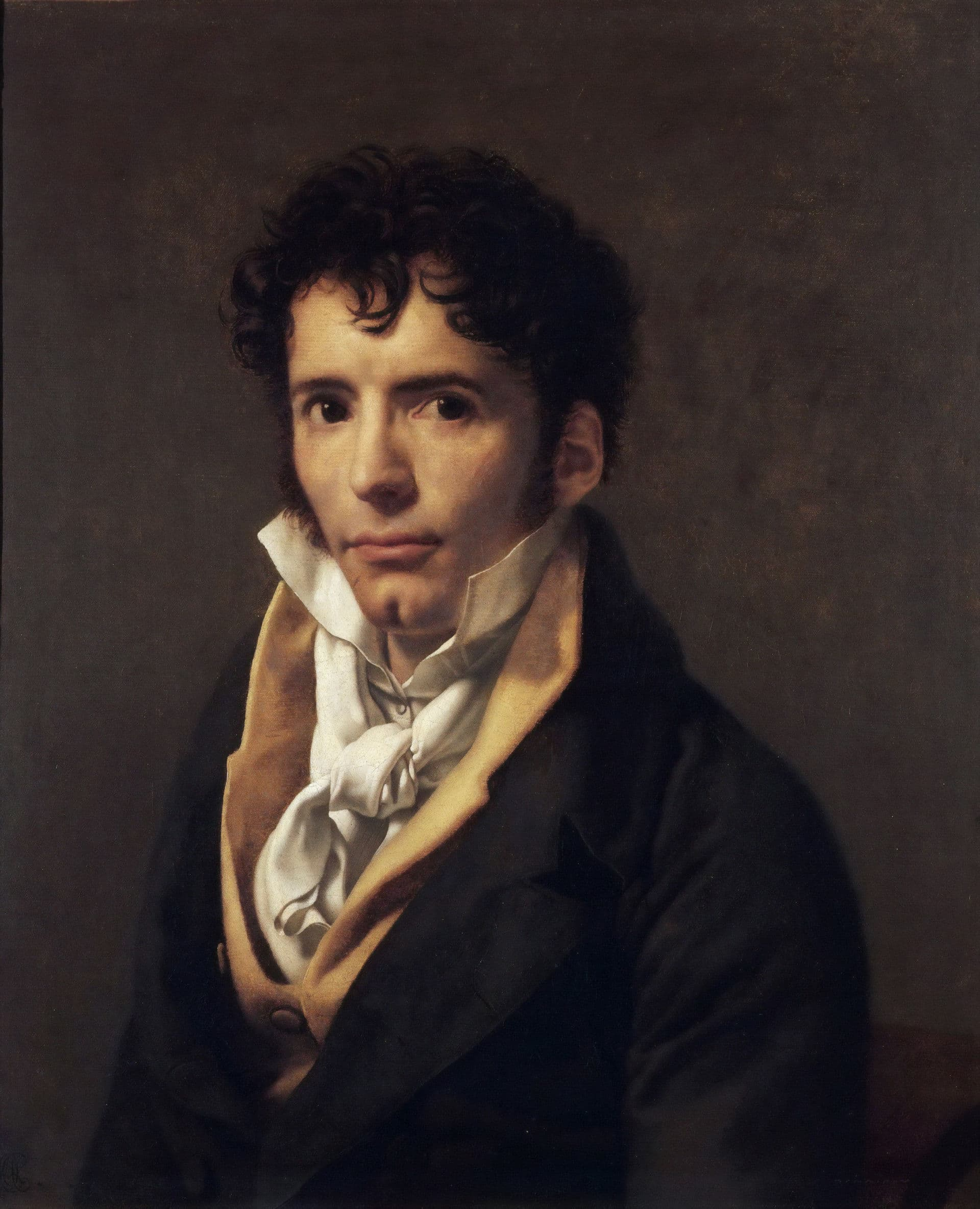
Nicolas de Chamfort.

Elle est nommée en l'honneur du poète et littérateur français Sébastien-Roch Nicolas de Chamfort (1740-1794).

## Historique
Cette voie de l'ancienne commune d'Auteuil était initialement une partie de la « sente de la Petite-Fontaine » devenue « rue de la Petite-Fontaine ».
Tracée sur le plan cadastral de 1823, c'est alors une partie de la rue Dangeau qui, à l'époque, comprenait les rues Chamfort et Dangeau actuelles, plus un tronçon de rue qui reliait ces deux voies. Ce tronçon a été supprimé lors du percement de l'avenue Mozart.
Elle est classée dans la voirie parisienne par un décret du 23 mai 1863 et prend sa dénomination actuelle par un arrêté du 28 décembre 1894.

## Bâtiments remarquables et lieux de mémoire
- No 2 : immeuble de rapport construit par Charles Blanche en 1908[1].